# Stanislav Hudeček (malíř)
Stanislav Hudeček (26. března 1872 Gdów (dnes Polsko) – 15. dubna 1947 Nový Bydžov) byl český ilustrátor a malíř.

## Život
Stanislav Hudeček se narodil ve vesnici Gdów, asi 30 km jihovýchodně od Krakova. Otec František Hudeček byl v Gdówu poštmistrem, matka Josefa rozená Rosendorfová pocházela z Mnichova Hradiště.
Dne 22. února 1900 se v Kutné Hoře oženil s Elisabeth rozenou Kneisslovou (též Kneyslová, 1877–??), narozenou v Novém Bydžově. Od března 1900 byl policejně hlášen v Bubenči (dnes Praha). Manželé Hudečkovi měli dva syny – Karla (1900–??) a Stanislava (1901–??).
Od roku 1908 žil Stanislav Hudeček v Novém Bydžově, rodišti své manželky, kde také zemřel.

## Dílo

### Časopisecké práce
Pravidelně přispíval v období zhruba 1907–1912 do Humoristických listů.

### Knižní ilustrace
V období 1900–1932 byl Stanislav Hudeček plodným ilustrátorem, zejména historických a dobrodružných románů. Některé z knih, které ilustroval, vyšly s jeho ilustracemi znovu i po roce 1990.
- Královic Marko, dle Ivana Filipoviče vypravováno (text Bohumil Klika, v Praze, Jos. R. Vilímek, 1900)
- Pod tíhou práce (Autor Jan Klecanda, v Praze : Jos. R. Vilímek, 190?)
- Gil Blas (autor Alain René Lesage, přeložil J.V. Sterzinger, s ilustracemi Maur. Leloira a Stanislava Hudečka, v Praze, Jos. R. Vilímek, 1907)
- Josef Garibaldi, bohatýr svobody (autor Karel Tůma, v Praze, v Jos. R. Vilímek, 1908)
- Vojna a mír (autor L. N. Tolstoj, přeložil Vilém Mrštík, v Praze, Jos. R. Vilímek, 1909? a 1922–1923)
- Rodinné štěstí (autor L. N. Tolstoj, přeložil Jaroslav Janeček, v Praze, Jos. R. Vilímek, (1911?)
- Poklesek abbého Moureta (La faute de l’abbé Mouret), (autor Émile Zola, přeložil dr. J. V. Sterzinger, v Praze, Jos. R. Vilímek, 1912)
- Zámořský ďábel (autor W. Sieroszewski, přeložil Karel V. Rypáček, Praha, Jos. R. Vilímek, 1912) Zobrazení exemplářů s možností jejich objednání
- Praha a Řím (román ze XVI. století. Sv. 1 a 2, autor Josef Svátek, Praha, F. Topič, 1913-1914)
- Zbojník Jánošík (autor Karel Vojtěch Prokop, v Nymburce, František Hrnčíř, 1914)
- Královna Margot (autor Alexandre Dumas, přeložil Lothar Suchý, v Praze, Jos. R. Vilímek, 1915) Zobrazení exemplářů s možností jejich objednání
- Sedláci u Chlumce (autor Josef Svátek, v Praze, F. Topič, 1915 a 1925)
- Karel IV. a římský tribun lidu (Cola di Rienzi) (historický román, autor Prokop Chocholoušek, Praha, Ústřední dělnické knihkupectví, nakladatelství a antikvariát (Ant. Svěcený), 1916)
- Ostrov pokladů (autor Robert Louis Stevenson, přel. G. Horlivý, Praha, A. Svěcený, 1916 a 1922)
- Pasovští v Praze (román ze století XVII., autor Josef Svátek, Praha, F. Topič, 1916a 1926)
- Švédové v Praze (román ze století XVII. Díl I. a II., napsal Josef Svátek, v Praze, F. Topič, 1916)
- Jeho Excellence Eugen Rougon (Son Excellence Eugène Rougon) (autor Emile Zola, přeložil Boh. Jirsík, v Praze : Jos. R. Vilímek, 1918)
- Pomsta cikánova (román ze století 17., autor Josef Svátek, Praha, F. Topič, 1918)
- Ze života českých poustevníků (napsal V.V. Tomek, ilustrovali Stanislav Hudeček a Ferd. Hetteš, Praha, Pavel Körber, 1918)
- Tarzan I. - IV. (autor Edgar Rice Burroughs, překlad Z. M. Kuděj, v Praze, Ústřední dělnické knihkupectví, nakladatelství a antikvariát (Ant. Svěcený), 1920)
- Bílá otrokyně, hanba XX. století (autor Alžběta Schöyenová, přeložil F. Šádek, v Praze, Ústřední dělnické knihkupectví, nakladatelství a antikvariát (Ant. Svěcený), 1922)
- Bitva bělohorská (román ze století XVII., napsal Josef Svátek, v Praze, F. Topič, 1922-1923)
- Bitva u Lipan (historický román, napsal Ivan Klicpera, upravil Bohuslav Foit, v Praze, A. Neubert, 1923)
- Břicho Paříže (autor Émile Zola, přeložila Emma Horká, v Praze, Jos. R. Vilímek, 1923)
- Válečné obrazy sevastopolské (autor L. N. Tolstoj, přeložil Jaroslav Janeček, v , Jos. R. Vilímek, 1923)
- Bídníci. I.-IV. (autor Victor Hugo, přeložila Marie Majerová, v Praze, Ústřední dělnické knihkupectví, nakladatelství a antikvariát(Antonín Svěcený), 1924 a 1928)
- Dobytí Bastilly; Ange Pitou (Paměti lékařovy) (autor A. Dumas, přeložil Jarka Nevole, v Praze, Jos. R. Vilímek, 1924 a 1929)
- Hraběnka de Charny (paměti lékařovy) (autor Alexandre Dumas, přeložila E. Horká, v Praze, Jos. R. Vilímek, 1924-1925)
- Tři mušketýři ještě po deseti letech (vikomt Bragelonne) (autor Alexandre Dumas, přeložil J.V. Sterzinger, v Praze, Jos. R. Vilímek, 1924)
- Červený bedrník I.-VI. (autor Em. Orczyová, přeložil K. Weinfurter, Praha, Zemědělské knihkupectví A. Neubert, 1925-1926)
- Hrabě de Monte Cristo I.-V. (autor Alexandre Dumas, přeložila Ema Horká, ilustroval St. Hudeček a Old. Cihelka, v Praze, Jos. R. Vilímek, 1925 a 1929)
- Tři mušketýři (autor Alexandre Dumas, přeložila Růžena Pochová, Praha, Ústřední dělnické knihkupectví a nakladatelství (A. Svěcený), 1925-1926) Zobrazení exemplářů s možností jejich objednání
- Dělníci moře (autor Victor Hugo, přeložil F.V. Krejčí, v Praze, Antonín Svěcený, 1926)
- Tři mušketýři po dvaceti letech (autor Alexandre Dumas, přeložila Růžena Pochová, Praha, Ústřední dělnické knihkupectví a nakladatelství (A. Svěcený), 1926)
- Tři mušketýři ještě po deseti letech (Vikomt de Bragelonne) (autor Alexandre Dumas, přeložila Růžena Pochová, Praha, Ústřední dělnické knihkupectví a nakladatelství (A. Svěcený), 1926-1927)
- Vítek (román o bojích Přemyslovců, autor Adalbert Stifter, přeložila Milena Illová, Praha, A. Svěcený, 1926)
- Pád rodu Smiřických (román ze století XVII., napsal Josef Svátek, Praha, F. Topič, 1927)
- Ukradené tělo (autor H. G. Wells, přeložil Stanislav Chittussi, v Praze, Jos. R. Vilímek, 1927)
- Pomsta cikánova I.-II. (román ze století XVII., autor Josef Svátek, v Praze, F. Topič, 1928)
- U matičky (pohádky pro nejmenší čtenáře, ilustrovali Věnceslav Černý, Josef Kočí a St. Hudeček, v Mladé Boleslavi,Jos. L. Švíkal, 1929?)
- Země (La terre) (autor Émile Zola, přeložil Adolf Gottwald, v Praze, Jos. R. Vilímek, 1932)
- Italské pohádky (podle překladu Vl. Rovinského převyprávěla Marie Krulichová, Ostrava, Středoevropské nakladatelství, 1995)
- Chrám Matky Boží v Paříži (autor Victor Hugo, [přeložili Gustav Winter a Alois Krb, Praha, nakl. Dobrovský, 2014)
- Lidská bestie (autor Émile Zola, přeložil F. Bíbl, upravil Jan Srb, Praha, nakl. Dobrovský, 2015)

### Ostatní
Ve své volné tvorbě věnoval pozornost Novému Bydžovu, kde dlouhodobě žil.

## Posmrtná uznání
- Jeho jménem byla na Pražském předměstí v Novém Bydžově pojmenována ulice.
- Díla Stanislava Hudečka jsou vystavena v městském muzeu v Novém Bydžově.

## Zajímavost
Již za svého života býval Stanislav Hudeček zaměňován s malířem téhož příjmení, vrstevníkem Antonínem Hudečkem (1872–1941).

## Galerie

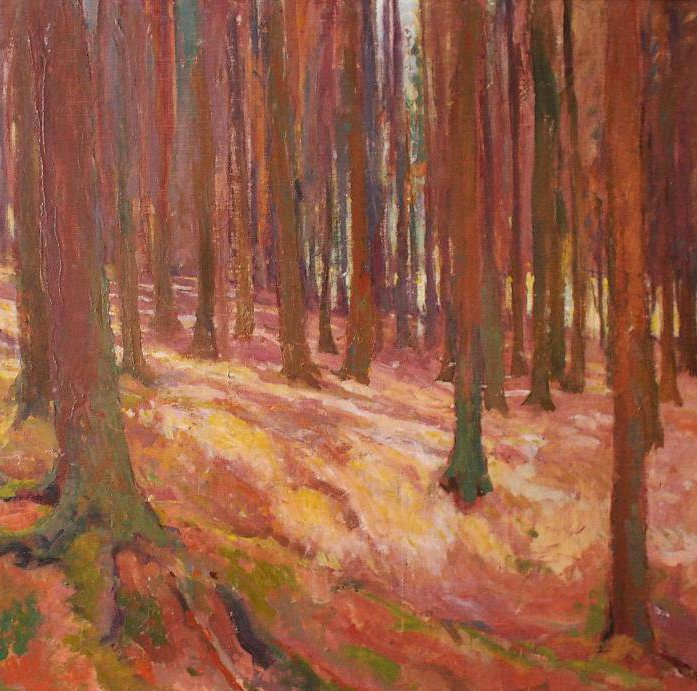
Lesní interiér
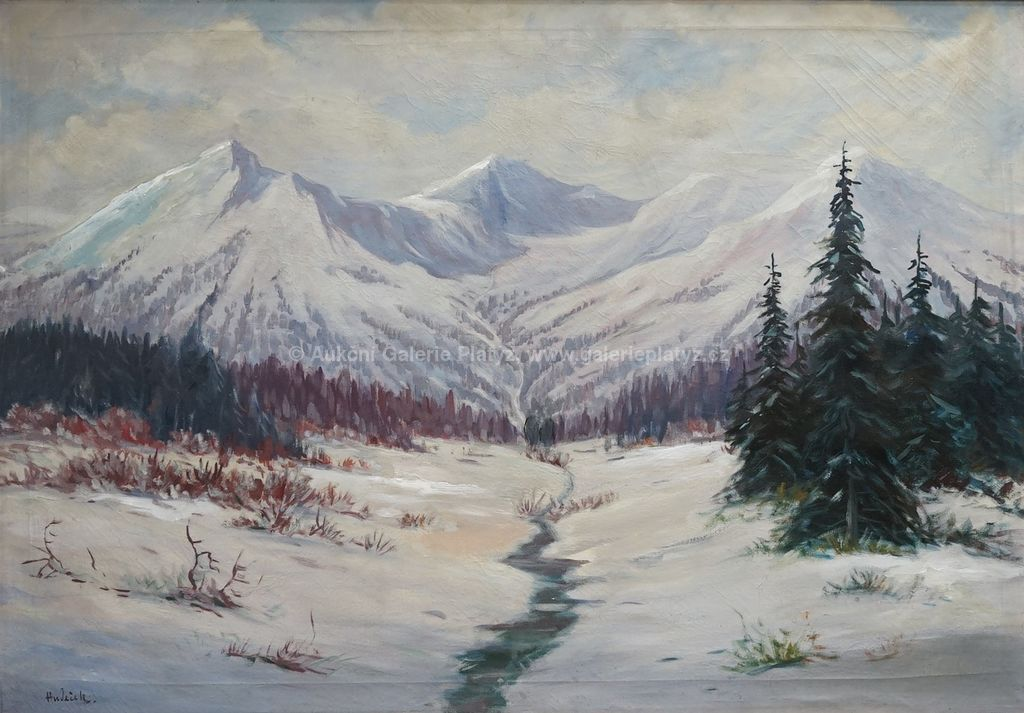
Potok v podhůří
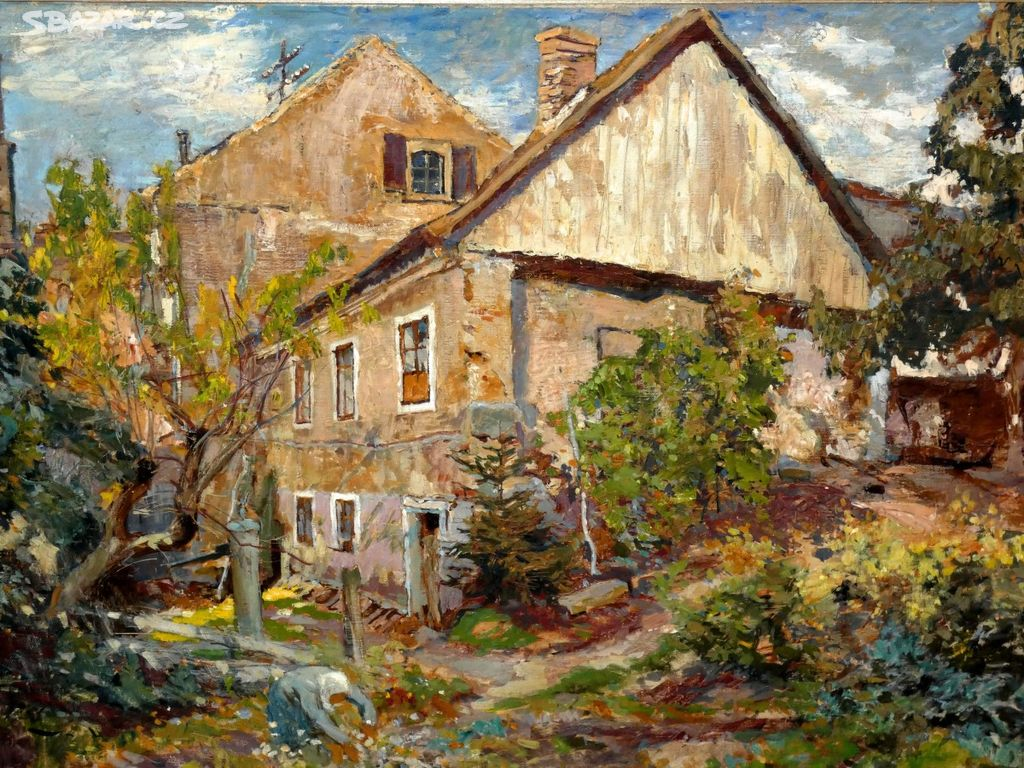
Stařena u domu
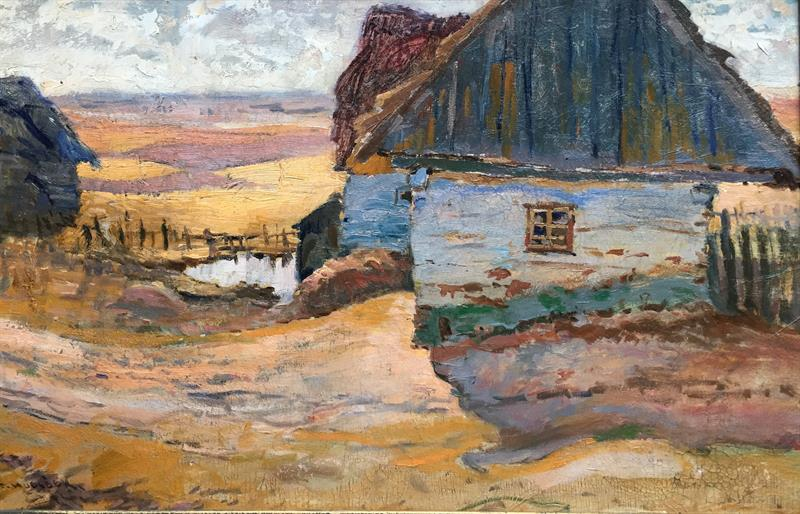
Roubená chalupa
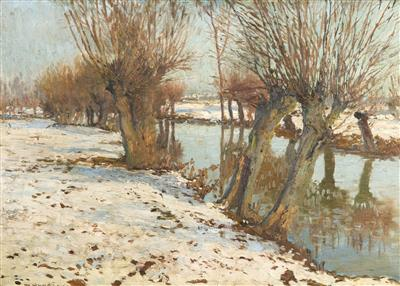
Vrby u potoka